# Авила, Авраам
Авраам Авила, или «пророк из Авилы», — чудотворец-мессианист конца XIII века в Испании — в эпоху, когда среди испанских евреев распространялись каббалистические идеи, и когда Авраам Абулафия (1240—1291) вёл свою мессианскую пропаганду.. Автор продиктованного ему ангелом труда «Чудеса мудрости» («Pelioth ha-Chakma»).

## Биография
Человек малообразованный, он уверял, что имеет чудные видения во сне и наяву, и что беседующий с ним ангел Божий написал ему книгу под названием «Чудеса мудрости» («Pelioth ha-Chakma»). К старейшинам еврейской общины города Авила он явился с письмом от Дана Ашкенази, которое посчитали подложным.
Старейшины обратились к барселонскому раввину Соломону бен-Адрету с вопросом, как им относиться к новому пророку. Адрет ответил, что хотя к нему поступили благоприятные «пророку» сообщения лиц, заслуживающих доверия, тем не менее он не может допустить, чтобы человек малознающий мог удостоиться пророческого откровения; ввиду же расплодившихся чудодеев-обманщиков следует в данном случае соблюдать осторожность.
Мнимый пророк нашёл многих адептов в городе. Вместе они ждали последнего дня четвёртого месяца 1295 года, к которому пророк приурочил начало мессианских чудес. В этот день они собрались в синагоге, одетые в белые саваны, как в день Йом-кипура (еврейского Судного дня), и ждали чуда. Ничего не дождавшись, разочарованные адепты вышли из синагоги. В этот момент, рассказывает легенда, на одеждах многих из них оказались прикреплёнными маленькие крестики. Это «знамение» устрашило многих; одни впали в отчаяние, другие впоследствии приняли крещение. В числе них был и известный ренегат (еврейский отступник) Абнер-Альфонс Бургосский, обратившийся в христианскую веру примерно двадцать пять лет спустя.
Возможно, что мнимого пророка звали Ниссим бен-Авраам, как думает Перлес, или так звали лицо, доставившее об этом письмо Адрету, как полагает Кауфман. Достоверность фактов, однако, не подлежит сомнению, ибо она засвидетельствована современниками — Абнером Бургосским (1270—1347) и Адретом (1235—1310).